# Arcahaie Football Club
El Arcahaie FC es un equipo de fútbol de Haití que juega en la Liga de fútbol de Haití, la liga de fútbol más importante del país.

## Palmarés
- Liga de fútbol de Haití: 1

2019-A

## Actuaciones en los torneos de la CONCACAF
- Campeonato de Clubes de la CFU: 1 aparición

2020 - semifinalista
- Liga Concacaf: 1 aparición

2020 - semifinalista
- Liga de Campeones de la Concacaf: 1 aparición

2021 - Octavos de final